# Стрељачки клуб Партизан
Стрељачки клуб Партизан је основан 27. маја 1959. године. Део је Спортског друштва Партизан.

## Историја
У појединачној конкуренцији стрелци Партизана су освојили 172 златне медаље на домаћим такмичењима.
Највећи успех у историји клуба је освајање златне олимпијске медаље и постизање олимпијског рекорда у Сеулу 1988. године који је постигао Горан Максимовић.
На првенствима света клуб има освојене 3 златне, 3 сребрне и 4 бронзане медаље. На првенствима Европе стрелци Партизана су се вратили са 16 златних, 11 сребрних и 8 бронзаних медаља. На балканским шампионатима је освојено 52 златне, 52 сребрне и 50 бронзане медаље.
Женски клуб је актуелни шампион Србије. Клуб предводе Андреа Арсовић, Татјана Савић, Јелена Бановић и Ивана Сцепински.

## Успеси
- Мушкарци
- Национално првенство:
- Прваци: 53 у 14 различитих дициплина
- Купови: 14 у 3 различите дисциплине
- Жене
- Национално првенство:
- Прваци: 42 у 6 различитих дициплина
- Купови: 4 у 2 различите дисциплине
- Олимпијске игре - Злато Горана Максимовића у Сеулу 1988. године
- Светско првенство - 3 златне, 3 сребрне и 4 бронзане медаље, четири светска рекорда
- Европско првенство - 16 златних, 11 сребрних и 8 бронзаних медаља
- Балканско првенство - 52 златне, 52 сребрне и 50 бронзане медаље, 14 балканских рекорда
- Национално првенство - 172 медаље